# 놀부 흥부
"놀부 흥부"는 한국에서 제작된 김조성 감독의 1925년 영화이다. 문수일 등이 주연으로 출연하였고 하야가와 고슈 등이 제작에 참여하였다.

## 출연
- 문수일
- 김조성
- 최영완